# Дозвіл на викиди
До́звіл на ви́киди (англ. Emission permit) — виділення державою окремому підприємству дозволу на викид визначеної кількості речовини.
Згідно Постанови КМУ, дозвіл — це офіційний документ, який дає право підприємствам, установам, організаціям та громадянам — суб'єктам підприємницької діяльності провадити діяльність, пов'язану із штучними змінами стану атмосфери та атмосферних явищ.
Відповідно до ст. 11 Закону України «Про охорону атмосферного повітря» викиди забруднюючих речовин в атмосферне повітря стаціонарними джерелами для підприємств, установ, організацій та громадян-суб'єктів підприємницької діяльності, можуть здійснюватися після отримання дозволу, який видається територіальним органом спеціально уповноваженого центрального органу виконавчої влади з питань екології та природних ресурсів за погодженням із територіальним органом спеціально уповноваженого центрального органу виконавчої влади з питань охорони здоров'я.
Дозвіл на викиди забруднюючих речовин в атмосферне повітря видається за умови:
- неперевищення протягом терміну їх дії встановлених нормативів екологічної безпеки;
- неперевищення нормативів допустимих викидів забруднюючих речовин стаціонарних джерел;
- дотримання вимог до технологічних процесів у частині обмеження викидів забруднюючих речовин.

Строк дії дозволу на викиди забруднюючих речовин в атмосферне повітря стаціонарними джерелами, виданого суб'єкту господарювання, об'єкт якого належить до першої групи, знаходиться на території зони відчуження, зони безумовного (обов'язкового) відселення території, що зазнала радіоактивного забруднення внаслідок Чорнобильської катастрофи, — сім років, об'єкт якого належить до другої групи, — десять років, об'єкт якого належить до третьої групи, — необмежений.